# Vincent Kriechmayr
Vincent Kriechmayr (* 1. Oktober 1991 in Linz, Oberösterreich) ist ein österreichischer Skirennläufer. Er ist auf die schnellen Disziplinen Super-G und Abfahrt spezialisiert. 2021 wurde er in Cortina d’Ampezzo Doppelweltmeister in seinen beiden Paradedisziplinen, in der Saison 2020/21 gewann er die kleine Kristallkugel im Super-G.

## Biografie
Kriechmayr, der im oberösterreichischen Gramastetten wohnt, erlernte das Skifahren von seinem Vater, der Skilehrer im salzburgischen Obertauern war. Seine Mutter ist eine Kunstgeschichte-Lehrerin aus Belgien, die ihren Sohn nach dem Maler Vincent van Gogh benannte. Im Alter von 10 bis 14 besuchte er die Skihauptschule Windischgarsten.
Nach Erreichen des Alterslimits von 15 Jahren nahm Kriechmayr in der Saison 2006/2007 erstmals an FIS-Rennen teil, erreichte aber zunächst keine vorderen Platzierungen. Erst im Winter 2009/2010 gelangen dem damaligen Landeskader-Läufer in mehreren FIS-Rennen Top-10-Platzierungen, worauf er ab Mitte Jänner 2010 auch im Europacup zum Einsatz kam. Er konnte auch an den Juniorenweltmeisterschaften 2010 teilnehmen, bei der er als bestes Ergebnis den vierten Platz im Riesenslalom erreichte und einen Medaillenrang nur knapp verfehlte. Wenige Tage vor der Junioren-WM sicherte er sich in seiner Altersklasse Jugend II die österreichischen Juniorenmeistertitel im Riesenslalom und im Super-G. Am Saisonende kam neben einigen Siegen in FIS-Rennen noch der Juniorentitel in der Abfahrt hinzu.
Im Frühjahr 2010 wurde Kriechmayr vom oberösterreichischen Landeskader in den B-Kader des Österreichischen Skiverbandes (ÖSV) aufgenommen. Bei den Juniorenweltmeisterschaften 2011 in Crans-Montana gewann er hinter Alexis Pinturault die Silbermedaille im Riesenslalom. Zudem kam er in Super-G, Abfahrt und Kombination unter die besten zehn. Auf nationaler Ebene verteidigte er 2011 erfolgreich seinen Juniorenmeistertitel in der Abfahrt. Im Europacup erzielte er 2010/2011 die ersten Top-10-Platzierungen, während er im Weltcup bei seinen ersten drei Riesenslalom-Einsätzen noch nicht bis in den zweiten Durchgang kam.
Am 23. Februar 2012 feierte Kriechmayr in der Super-Kombination von Sella Nevea seinen ersten Sieg im Europacup, womit er sich auch den Sieg in der Super-Kombinations-Disziplinenwertung der Saison 2011/12 sicherte. Im Weltcup kam er in diesem Winter nur einmal zum Einsatz: Im Riesenslalom von Sölden konnte er sich erneut nicht für den zweiten Durchgang qualifizieren. Im Frühjahr 2012 stieg Kriechmayr vom B- in den A-Kader des ÖSV auf. Die ersten Weltcuppunkte gewann er am 7. Dezember 2013, als er im Super-G von Beaver Creek auf den 16. Platz fuhr. Am 2. März 2014 fuhr er mit Rang 5 im Super-G von Kvitfjell zum ersten Mal in die Top 10.
In der Saison 2014/15 bestätigte Kriechmayr seine Leistungen durch konstante Ergebnisse in den Top 30. Am 20. Dezember 2014 erreichte er im Super-G von Gröden den 4. Platz. Am 8. März 2015 fuhr er im Super-G von Kvitfjell hinter Kjetil Jansrud auf den 2. Platz; es war dies seine erste Weltcup-Podestplatzierung. Der erste Weltcupsieg gelang ihm am 1. Dezember 2017 im Super-G von Beaver Creek. Am 27. Jänner 2018 gelang ihm mit dem 2. Platz bei der Abfahrt in Garmisch-Partenkirchen erstmals der Sprung auf ein Abfahrtspodest. Bei den Olympischen Winterspielen 2018 in Pyeongchang wurde er am 15. Februar in der Abfahrt als bester Österreicher Siebter. Beim Weltcupfinale in Åre gewann er auf der WM-Strecke von 2007 und 2019 zeitgleich mit seinem Teamkollegen Matthias Mayer erstmals eine Abfahrt und bewahrte die österreichische Herrenmannschaft damit vor einer Saison ohne Abfahrtssieg.
In der Weltcupsaison 2018/19 gewann Kriechmayr die Lauberhornabfahrt, hinzu kamen zwei bei den Weltmeisterschaften 2019 in Åre eine silberne Medaille im Super-G und eine bronzene in der Abfahrt. In der folgenden Saison 2019/20 gelangen ihm in Gröden und Hinterstoder zwei Super-G-Siege, in der Disziplinenwertung belegte er zum dritten Mal hintereinander Rang zwei. Nach zwei weiteren Siegen Anfang des Jahres 2021 reiste er als Super-G-Favorit zu den Weltmeisterschaften in Cortina d’Ampezzo und gewann auf der neuen Strecke Vertigine vor Romed Baumann und Alexis Pinturault die Goldmedaille in seiner Paradedisziplin. Drei Tage später gewann er auch den Abfahrtslauf und kürte sich damit zum ersten österreichischen Abfahrtsweltmeister seit Michael Walchhofer (2003) sowie nach Hermann Maier (1999) und Bode Miller (2005) zum dritten Doppelweltmeister in den schnellen Disziplinen. 2021 wurde er von Sports Media Austria, der Vereinigung Österreichischer Sportjournalisten, als Österreichs Sportler des Jahres ausgezeichnet.
Kriechmayr gelangen in der Weltcupsaison 2021/22 zwei Abfahrts- und ein Super-G-Sieg, wobei sein Erfolg in der Lauberhornabfahrt von einer Kontroverse begleitet war: Wegen einer COVID-19-Infektion konnte er keines der beiden Trainings bestreiten und hätte somit auch nicht am Rennen teilnehmen dürfen. Kurzfristig erteilte ihm die FIS jedoch eine Sondergenehmigung, sodass er dennoch starten durfte. Ein Protest der Verbände der Schweiz und Frankreichs blieb wirkungslos. Bei den Olympischen Winterspielen 2022 blieb Kriechmayr wie vier Jahre zuvor ohne Medaillengewinn. In der Weltcupsaison 2022/23 gewann Kriechmayr vier Abfahrten (so viele wie in keiner Saison zuvor), musste sich aber in der Disziplinenwertung dem überragenden Aleksander Aamodt Kilde geschlagen geben. Die Weltmeisterschaften 2023 in Courchevel endeten enttäuschend mit einem elften und zwölften Platz.
Bei der Lauberhornabfahrt am 18. Januar 2025 stürzte Kriechmayr im Ziel-S und zog sich eine Zerrung des Innenbandes im rechten Knie zu. Zunächst war unklar, wie lange er keine Rennen wird fahren können. Die Genesung verlief relativ schnell, sodass er bei den Weltmeisterschaften in Saalbach-Hinterglemm im Februar wieder starten konnte. Zu Beginn belegte er am 7. Februar im Super-G Platz vier, womit er eine Medaille um nur fünf Hundertstelsekunden verpasste. Zwei Tage später wurde er hinter dem Schweizer Franjo von Allmen Vizeweltmeister in der Abfahrt und holte damit die dritte WM-Medaille in dieser Disziplin nach 2019 und 2021.
Kriechmayr hat einen Zwillingsbruder namens Rafael und eine Schwester namens Jacoba. Er ist seit Juni 2024 mit der ehemaligen steirischen Skirennläuferin Michaela Heider verheiratet. Er ist Fan des Linzer Fußballvereins LASK.

## Erfolge

### Olympische Spiele
- Pyeongchang 2018: 6. Super-G, 7. Abfahrt
- Peking 2022: 5. Super-G, 8. Abfahrt

### Weltmeisterschaften
- St. Moritz 2017: 5. Super-G, 8. Alpine Kombination, 19. Abfahrt
- Åre 2019: 2. Super-G, 3. Abfahrt, 17. Alpine Kombination
- Cortina d’Ampezzo 2021: 1. Abfahrt, 1. Super-G
- Courchevel 2023: 11. Abfahrt, 12. Super-G
- Saalbach 2025: 2. Abfahrt, 4. Super-G

### Weltcup
- 37 Podestplätze, davon 18 Siege:

| Datum             | Ort                    | Land        | Disziplin |
| ----------------- | ---------------------- | ----------- | --------- |
| 1. Dezember 2017  | Beaver Creek           | USA         | Super-G   |
| 14. März 2018     | Åre                    | Schweden    | Abfahrt * |
| 15. März 2018     | Åre                    | Schweden    | Super-G   |
| 19. Jänner 2019   | Wengen                 | Schweiz     | Abfahrt   |
| 20. Dezember 2019 | Gröden                 | Italien     | Super-G   |
| 29. Februar 2020  | Hinterstoder           | Österreich  | Super-G   |
| 25. Jänner 2021   | Kitzbühel              | Österreich  | Super-G   |
| 6. Februar 2021   | Garmisch-Partenkirchen | Deutschland | Super-G   |
| 6. März 2021      | Saalbach-Hinterglemm   | Österreich  | Abfahrt   |
| 15. Jänner 2022   | Wengen                 | Schweiz     | Abfahrt   |
| 16. März 2022     | Courchevel             | Frankreich  | Abfahrt   |
| 17. März 2022     | Courchevel             | Frankreich  | Super-G   |
| 15. Dezember 2022 | Gröden                 | Italien     | Abfahrt   |
| 28. Dezember 2022 | Bormio                 | Italien     | Abfahrt   |
| 20. Jänner 2023   | Kitzbühel              | Österreich  | Abfahrt   |
| 15. März 2023     | Soldeu                 | Andorra     | Abfahrt   |
| 15. Dezember 2023 | Gröden                 | Italien     | Super-G   |
| 18. Februar 2024  | Kvitfjell              | Norwegen    | Super-G   |

* zeitgleich mit Matthias Mayer

### Weltcupwertungen
| Saison  | Gesamt | Gesamt | Abfahrt | Abfahrt | Super-G | Super-G | Riesenslalom | Riesenslalom | Kombination | Kombination |
| Saison  | Platz  | Punkte | Platz   | Punkte  | Platz   | Punkte  | Platz        | Punkte       | Platz       | Punkte      |
| ------- | ------ | ------ | ------- | ------- | ------- | ------- | ------------ | ------------ | ----------- | ----------- |
| 2013/14 | 59.    | 104    | –       | –       | 23.     | 79      | –            | –            | 18.         | 25          |
| 2014/15 | 24.    | 356    | 21.     | 112     | 6.      | 196     | 48.          | 6            | 12.         | 42          |
| 2015/16 | 14.    | 555    | 18.     | 182     | 4.      | 298     | –            | –            | 10.         | 75          |
| 2016/17 | 28.    | 309    | 14.     | 160     | 14.     | 117     | –            | –            | 17.         | 32          |
| 2017/18 | 7.     | 704    | 5.      | 384     | 2.      | 320     | –            | –            | –           | –           |
| 2018/19 | 5.     | 739    | 3.      | 339     | 2.      | 346     | 55.          | 1            | 9.          | 53          |
| 2019/20 | 5.     | 794    | 6.      | 362     | 2.      | 362     | –            | –            | 11.         | 70          |
| 2020/21 | 8.     | 675    | 5.      | 267     | 1.      | 401     | 51.          | 7            | –           | –           |
| 2021/22 | 5.     | 840    | 6.      | 465     | 3.      | 375     | –            | –            | –           | –           |
| 2022/23 | 5.     | 953    | 2.      | 614     | 3.      | 335     | 58.          | 4            | –           | –           |
| 2023/24 | 6.     | 707    | 4.      | 298     | 2.      | 409     | –            | –            | –           | –           |
| 2024/25 | 12.    | 495    | 11.     | 178     | 3.      | 317     | –            | –            | –           | –           |

### Juniorenweltmeisterschaften
- Mont Blanc 2010: 4. Riesenslalom, 14. Abfahrt, 16. Super-G
- Crans-Montana 2011: 2. Riesenslalom, 5. Super-G, 7. Kombination, 8. Abfahrt, 33. Slalom

### Europacup
- Saison 2011/12: 1. Super-Kombinations-Wertung
- Saison 2012/13: 3. Gesamtwertung, 2. Super-G-Wertung, 4. Super-Kombinations-Wertung, 7. Abfahrtswertung
- Saison 2013/14: 8. Gesamtwertung, 1. Super-Kombinations-Wertung
- 8 Podestplätze, davon 3 Siege:

| Datum            | Ort           | Land    | Disziplin         |
| ---------------- | ------------- | ------- | ----------------- |
| 23. Februar 2012 | Sella Nevea   | Italien | Super-Kombination |
| 28. Jänner 2014  | Crans-Montana | Schweiz | Super-G           |
| 29. Jänner 2014  | Crans-Montana | Schweiz | Super-Kombination |

### Weitere Erfolge
- 3 österreichische Meistertitel (Super-G 2017 und 2018, Kombination 2017)
- Österreichischer Jugendmeister (Jugend II) in Riesenslalom, Super-G und Abfahrt 2010 sowie in der Abfahrt 2011
- 7 Siege in FIS-Rennen